# فهرست قنات‌های شهرستان تایباد
جدول زیر بر اساس آمار وزارت جهاد کشاورزی تهیه شده‌است. فهرست زیر قنات‌های شهرستان تایباد در استان خراسان رضوی را نشان می‌دهد.
| نام قنات     | موقعیت                   | نزدیک‌ترین روستا | طول قنات (متر) | تعداد میله چاه | عمق مادر چاه | دبی (لیتر بر ثانیه) | سطح زیر کشت (هکتار) |
| ------------ | ------------------------ | --------------- | -------------- | -------------- | ------------ | ------------------- | ------------------- |
| اتشخانه      | بخش مرکزی شهرستان تایباد | جوزقان          | ۲۰۰۰           | ۱۰۰            | ۲۰           | ۲۰                  | ۶۰                  |
| اروه         | بخش مرکزی شهرستان تایباد | حسینی           | ۳۰۰۰           | ۱۰۰            | ۴۰           | ۳۰                  | ۹۰                  |
| اروه و حسینی | بخش مرکزی شهرستان تایباد | حسینی           | ۱۰۰۰           | ۲۵             | ۲۷           | ۸۰                  | ۲۴۰                 |
| استای بالا   | بخش مرکزی شهرستان تایباد | استای           | ۳۰۰۰           | ۹۰             | ۲۵           | ۸۰                  | ۲۴۰                 |
| اصلی         | بخش مرکزی شهرستان تایباد | ابقه            | ۶۵۰۰           | ۲۰۰            | ۲۵۰          | ۳۰                  | ۲۵۰                 |
| انانجیرک     | بخش مرکزی شهرستان تایباد | سمنگان          | ۱۶۰۰           | ۴۰             | ۳۰           | ۱۵                  | ۴۵                  |
| اینجو سفلی   | بخش مرکزی شهرستان تایباد | استای           | ۳۰۰۰           | ۱۲۰            | ۳۰           | ۱۵                  | ۴۵                  |
| اینجو علیا   | بخش مرکزی شهرستان تایباد | استای           | ۲۰۰۰           | ۸۰             | ۲۰           | ۲۵                  | ۷۵                  |
| بازه         | بخش مرکزی شهرستان تایباد | مشهد ریزه       | ۱۴۰۰           | ۵۶             | ۲۰           | ۵                   | ۱۵                  |
| باغستان      | بخش مرکزی شهرستان تایباد | ریزه            | ۲۰۰۰           | ۱۰۰            | ۵۰           | ۶۰                  | ۱۸۰                 |
| بانمک سفلی   | بخش مرکزی شهرستان تایباد | سمنگان          | ۲۵۰۰           | ۵۰             | ۲۰           | ۲۰                  | ۴۵                  |
| بیدک         | بخش مرکزی شهرستان تایباد | بیدک            | ۲۰۰۰           | ۵۰             | ۳۰           | ۱۵                  | ۴۵                  |
| بیل بند      | بخش مرکزی شهرستان تایباد | بیل بند         | ۱۰۰۰۰          | ۱۵۰            | ۳۰           | ۱۰                  | ۳۳۰                 |
| تاجه         | بخش مرکزی شهرستان تایباد | مشهد ریزه       | ۳۰۰۰           | ۱۵۰            | ۱۵           | ۴۰                  | ۱۲۰                 |
| تونه         | بخش مرکزی شهرستان تایباد | تونه            | ۳۰۰۰           | ۱۵۰            | ۴۰           | ۲۰                  | ۶۰                  |
| جزوه         | بخش مرکزی شهرستان تایباد | کوه‌آباد         | ۵۰۰            | ۱۵             | ۱۰           | ۱۰                  | ۴۰                  |
| جشیه ریزان   | بخش مرکزی شهرستان تایباد | استای           | ۵۰۰            | ۴۰             | ۲۰           | ۵                   | ۱۵                  |
| جوزقان       | بخش مرکزی شهرستان تایباد | جوزقان          | ۶۰۰۰           | ۶۰             | ۳۵           | ۶۰                  | ۱۸۰                 |
| خیابان       | بخش مرکزی شهرستان تایباد | خیابان          | ۲۰۰۰           | ۱۰۰            | ۲۰           | ۱۵                  | ۴۵                  |
| ده           | بخش مرکزی شهرستان تایباد | ریزه            | ۳۰۰۰           | ۱۵۰            | ۲۵           | ۲۵                  | ۴۵                  |
| سرخ سرا      | بخش مرکزی شهرستان تایباد | سرخ سرا         | ۱۲۰۰           | ۱۵۰            | ۲۰           | ۱۰                  | ۳۰                  |
| سعدآباد      | بخش مرکزی شهرستان تایباد | سعدآباد         | ۶۰۰۰           | ۱۲۰            | ۱۵۰          | ۱۰                  | ۱۰                  |
| سفید بالا    | بخش مرکزی شهرستان تایباد | سفید بالا       | ۲۰۰۰           | ۵۰             | ۱۵           | ۱۰                  | ۶                   |
| سمنگان       | بخش مرکزی شهرستان تایباد | سمنگان          | ۳۰۰۰           | ۶۰             | ۲۰           | ۱۰                  | ۳۰                  |
| سنگاجه       | بخش مرکزی شهرستان تایباد | ابقه            | ۲۰۰۰           | ۰              | ۲۰           | ۰                   | ۰                   |
| سوران        | بخش مرکزی شهرستان تایباد | سوران           | ۲۰۰۰           | ۸۰             | ۲۰           | ۶۰                  | ۱۸۰                 |
| سیستوی       | بخش مرکزی شهرستان تایباد | ابقه            | ۳۰۰۰           | ۱۰۰            | ۲۵           | ۳۰                  | ۵۰                  |
| شادی         | بخش مرکزی شهرستان تایباد | شادی            | ۴۰۰۰           | ۲۰۰            | ۱۵           | ۱۰                  | ۳۰                  |
| شمس‌آباد      | بخش مرکزی شهرستان تایباد | شمس‌آباد         | ۸۰۰۰           | ۲۲۰            | ۵۰           | ۱۰                  | ۲۲                  |
| شیزن         | بخش مرکزی شهرستان تایباد | شیزن            | ۱۵۰۰           | ۲۰             | ۲۰           | ۲۳                  | ۶۰                  |
| صبریز        | بخش مرکزی شهرستان تایباد | استای           | ۵۰۰            | ۲۰             | ۲۰           | ۵                   | ۱۵                  |
| فرزنه        | بخش مرکزی شهرستان تایباد | فرزنه           | ۳۰۰۰           | ۲۰۰            | ۶۰           | ۳۵                  | ۱۰۰                 |
| فلورآباد     | بخش مرکزی شهرستان تایباد | کاریز           | ۳۰۰۰           | ۶۰             | ۴۵           | ۱۰                  | ۱۰                  |
| قادرآباد     | بخش مرکزی شهرستان تایباد | قادرآباد        | ۱۷۰۰           | ۶۰             | ۲۷           | ۲۰                  | ۶۰                  |
| قمی          | بخش مرکزی شهرستان تایباد | قمی             | ۷۰۰۰           | ۱۰۰            | ۴۰           | ۱۰                  | ۳۰                  |
| قنات طویلی   | بخش مرکزی شهرستان تایباد | محسن‌آباد        | ۴۰۰۰           | ۸۵             | ۶۰           | ۲۰                  | ۲۰                  |
| لامان        | بخش مرکزی شهرستان تایباد | کوه‌آباد         | ۲۰۰۰           | ۱۰             | ۱۰           | ۳۰                  | ۱۰۰                 |
| محسن‌آباد     | بخش مرکزی شهرستان تایباد | محسن‌آباد        | ۳۰۰۰           | ۷۰             | ۲۵           | ۲۰                  | ۲۰                  |
| ملخ آب       | بخش مرکزی شهرستان تایباد | ابقه            | ۱۰۰۰           | ۴۰             | ۲۵           | ۰                   | ۰                   |
| میر حسینی    | بخش مرکزی شهرستان تایباد | تونه            | ۱۰۰۰           | ۵۰             | ۵۰           | ۵                   | ۱۵                  |
| نحازه        | بخش مرکزی شهرستان تایباد | مشهد ریزه       | ۵۰۰۰           | ۲۰۰            | ۳۰           | ۶۰                  | ۱۸۰                 |
| نصرآباد      | بخش مرکزی شهرستان تایباد | رهنه            | ۳۰۰۰           | ۳۰۰            | ۲۲           | ۲۰                  | ۱۵۰                 |
| پساوه        | بخش مرکزی شهرستان تایباد | پساوه           | ۳۰۰۰           | ۱۰۰            | ۱۰           | ۲۰                  | ۶۰                  |
| کرات         | بخش مرکزی شهرستان تایباد | کرات            | ۹۰۰۰           | ۴۵۰            | ۱۵           | ۶۰                  | ۲۰۰                 |
| کشکک         | بخش مرکزی شهرستان تایباد | سوران           | ۳۰۰۰           | ۱۵۰            | ۱۵           | ۱۰                  | ۳۰                  |
| کلاته خور    | بخش مرکزی شهرستان تایباد | استای           | ۱۰۰۰           | ۴۰             | ۲۰           | ۵                   | ۱۵                  |
| کلاته شیخ    | بخش مرکزی شهرستان تایباد | فرزنه           | ۸۰۰            | ۱۰۰            | ۱۵           | ۳۰                  | ۱۰۰                 |
| کهجه         | بخش مرکزی شهرستان تایباد | کهجه            | ۵۰۰            | ۲۵             | ۲۰           | ۷۰                  | ۲۱۰                 |
| گروجه        | بخش مرکزی شهرستان تایباد | جوزقان          | ۲۰۰۰           | ۳۵             | ۲۷           | ۲۵                  | ۷۵                  |